# 日展
日展（にってん）は、官展の流れを汲む日本最大の総合美術展覧会。開催団体の定款では「日本美術展覧会」が正式名称であるが、日展の呼称で広く知られる。
また、同展覧会を年1回で通年主催する開催団体の名称が、展覧会と同じ公益社団法人日展であるため、ここでは団体の歴史的変遷と美術展覧会の開催歴を合わせて解説する。

## 概要
1907年（明治40年）から継続して東京都で毎年11月に公募展を開催しており、来場者数は1か月間で16万人から18万人を数える。また地方都市で巡回展も開催している。
かつては政府主催の官展であったが、1958年（昭和33年）に開催組織である日展が日本芸術院から独立分離し社団法人化したことに伴い完全民営の公募美術展覧会となった。
2006年まで上野の東京都美術館で開催されてきたが、老朽化のため同美術館の改修工事が行われたことと、より広い展示スペースを確保するため、2007年から六本木の国立新美術館で開催されている。展覧会期間中の11月12日（休館日や当該日が週末に当たる日はその前の平日）には無料開放されるほか、講演会も開催されている。
2017年（平成29年）の改組新第4回日展で1907年（明治40年）の第1回文展から数えて110年目を迎えた。
日展の正式名称は組織変更および公募展名称変更に合わせて幾度か変遷しており、かつては「文展」「新文展」「帝展」などの公称が使用されていた。

## 歴史

### 開催経緯と初開催
1879年（明治12年）に日本美術協会が創設され、以降、個展や各美術流派ごとの絵画や美術工芸品の展覧会が広く行われていた。
明治末期になると美術界ではこれら各美術流派を網羅した一大展覧会を開催したい、という機運が高まり、1907年（明治40年）6月に文部省が「美術審査委員会官制」を制定、その後「美術展覧会規程」を公布、年1回の全国美術展覧会開催を決定した。これらに基づいて開催されたのが1907年（明治40年）開催の第1回文部省美術展覧会（文展）であり、政府の美術振興策の一環として施行された日本初の官展であり、明治時代の美術界に大きな影響を与えた。
1911年（明治44年）に文部省は文芸委員会官制および文芸委員会規則を定めて文芸委員会を設置、社会風潮の調整を目的に穏健優秀とされる文芸著作物の発達を目的として文部省美術展覧会に組み込んだが、森林太郎の『ファウスト』の翻訳と坪内逍遙に表彰したのみで企画としては失敗に終わり、1913年（大正2年）6月に文芸部門は廃止された。
最初期の開催公募展募集部門は「日本画」、「西洋画」、「彫刻」の3部門だった。

### 帝国美術院時代
明治時代に国内美術界に多大な影響を与えた文展だったが、末期には審査員任命方式や授賞に際しての批判が内外にあり改革の声が高まったこと、および政府の美術行政として美術展覧会のみを開催することに対し不満の声が高かった。
それらの批評を反映し、文部省は1919年（大正8年）9月に「帝国美術院規程」を公布、院長1名、会員15名以内からなる帝国美術院が設立され、文展で審査員を担っていた美術審査委員会は廃止された。同時に、帝国美術院が文部省に代わって美術展覧会を開催することとされ（帝展/帝国美術展覧会）、また審査員は半数が文部大臣推薦、残りの半数が帝国美術院推薦によるものと制定し公平性を保った。1923年（大正12年）9月1日に関東大震災が発生し、同年の展覧会は中止となった。
帝国美術院は末期の1930年（昭和5年）には会員数30人に増加、展覧会開催以外の事業も行った。また帝展の時代、1926年（昭和元年）から「美術工芸」が加えられて4部門となっている。
1932年（昭和7年）、第13回帝展を迎え東京日日新聞は「官展は使命終えた」として社説で批判。審査が例年に比して厳選主義を採っている一方で無鑑査出品が極めて多いこと、第一部において審査主任者の系統に属する入選が多いことなどを指摘した。

### 帝国芸術院時代
1935年（昭和10年）に再び帝国美術院改革が問題となったことを受けて文部大臣松田源治の指示のもと、会員定数を30名から50名に増員し在野美術団体の代表を組み込み美術家全員一致体制を目指した。これがいわゆる「松田改組」と呼ばれる改革である。
しかしこの改革は美術家の間に不満が起こり、翌1936年（昭和11年）にも再度の改組が行われたが紛糾が止まらず、政府は1937年（昭和12年）6月に芸術全般に関わる重要事項を審議、それらの発達に必要不可欠な事業を行うために文部大臣に意見陳述可能な芸術専門機関として帝国芸術院を設立した。
帝国芸術院の構成は院長1名、会員80名以内、部門構成は第一部に美術（絵画・彫塑・工芸・書道・建築）、第二部に文芸、第三部に音楽・雅楽・能楽とされた。
また芸術奨励事業の一環として帝国芸術院賞（現日本芸術院賞）を授与することとなり、第1回の帝国芸術院賞授賞は1941年（昭和16年）に行われた。
このとき、帝国芸術院の事業から美術展覧会開催は切り離され、開催所管は文部省へと移り、1938年（昭和13年）の第1回新文展（新文部省美術展覧会）より1944年（昭和19年）の戦時特別展まで続いた。
長年、帝展における審査は挙手により行われてきたため、審査員間で情弊を差しはさむという重大な欠陥があった。新文展に改組するの当たり、審査は投票で行われるよう改められている。

### 戦後
1945年（昭和20年）11月には開催が見送られた。翌1946年（昭和21年）春に第一部日本画、第二部西洋画、第三部彫塑、第四部美術工芸の4部制を設定し第1回日本美術展覧会（日展）が開催され、また同年秋に第2回日展が開催された。以降は再び通年開催に戻った。
1947年（昭和22年）になると帝国芸術院が日本芸術院に改称され、翌1948年（昭和23年）より日本美術展覧会の開催母体は再び日本芸術院管轄となり、また「書」が加わり5部門となった。1949年（昭和24年）になり日本芸術院令が制定されると共に日本芸術院会員有志によって日展運営会が組織され、同年開催の第5回日展より1957年（昭和32年）開催の第13回日展までは日本芸術院と日展運営会の共同開催の形を取った。

### 民営化
1958年（昭和33年）4月26日に前述の日展運営会が社団法人日展として日本芸術院から分離し、同年11月2日-12月8日開催の展覧会を「第1回日本美術展覧会」として回数をリセットし1968年（昭和43年）の第11回日展まで続けられた。
民営化した1958年より東京都美術館内に所在する日展美術刊行会より年5回のペースで美術雑誌である「日展美術」が刊行されている。
1969年（昭和44年）になり法人組織日展の役員改選を機に開催展覧会正式名称を「改組第1回日本美術展覧会（改組日展）」と改めたものの継続せず、翌1970年（昭和45年）には改組の文字を除いた第2回日展に名称を戻し、2013年（平成25年）の第45回日展まで続いた。

#### 学生運動の影響
1969年多摩美術大学の学生だった堀浩哉により結成された美術家共闘会議（美共闘）は日展粉砕を目的としており、これに影響を受け、1969年に社団法人日展として団体人事を刷新後行われた改組第1回日展においては11月1日から12月6日までの通年期間で美術展覧会が行われたが、美共闘および反戦美術家共闘委員会などの学生運動を警戒し、10月13日から始まった作品搬入時点から異例の警戒態勢を行い展示作品を保護した。
実際には、開会初日に彫塑の展示会場にて一部混乱を招いたものの全体としては無事に終了したことが報じられている。

### 不正審査問題
石材などに文字を彫る篆刻の2009年度の審査を巡り、有力会派に入選数を事前に割り振るという不正が行われたことが、朝日新聞の調査報道で分かった。関係者によると、流派有力者（日展役員職の人物）や上位の師匠に手土産を持参して、入選者の一席に加えてもらうのは日常茶飯事だという。
また、書道以外の洋画や工芸の部門でも事前指導が慣行として行われ、事前指導を受けた作品が多数入選していたことが明らかになっている。この影響により、2013年の日展は、直前になって日展側からの後援辞退の申し入れがあり、文化庁は後援を中止した。また、文部科学大臣賞の選出と副賞の賞金の支出についても取りやめになった。
2014年4月、幹部会員を減員（参事・参与・評議員を廃止）し、ピラミッド構造を改めるなどの改革を発表。
2014年9月、日展審査員の経験者を日本芸術院会員の新会員候補から除外するよう、文化庁が求めていることがわかった。
2014年12月、問題関与の指摘を受けた人物が、日展を退会。
これにより改組新として2014年に改めて第1回展覧会を開催したが、内閣総理大臣賞と文部科学大臣賞の選出は取りやめとなった。2015年の改組新第2回展覧会で2つの賞が復活されるとともに、後援を取りやめていた文化庁の後援が復活した。

## 開催歴
1923年（大正12年）、1935年（昭和10年）、1945年（昭和20年）の3回で開催が中断された。また、1936年（昭和11年）、1946年（昭和21年）は春と秋で年2回開催され、1940年（昭和15年、皇紀2600年）には紀元二千六百年記念行事の一環として「紀元二千六百年奉祝展」の名で開催された。第4回新文展は翌1941年（昭和16年）に開催されている。
戦後日展は1958年（昭和33年）の民営化時と1969年（昭和44年）の改組、2014年の改組新の際に通算回数がリセットされている。
| 回数                         | 開催年               | 正式名称          | 備考                                              |
| ---------------------------- | -------------------- | ----------------- | ------------------------------------------------- |
| 1.                           | 1907年（明治40年）   | 第1回文展         | 文展（文部省美術展覧会）                          |
| 2.                           | 1908年（明治41年）   | 第2回文展         | 文展（文部省美術展覧会）                          |
| 3.                           | 1909年（明治42年）   | 第3回文展         | 文展（文部省美術展覧会）                          |
| 4.                           | 1910年（明治43年）   | 第4回文展         | 文展（文部省美術展覧会）                          |
| 5.                           | 1911年（明治44年）   | 第5回文展         | 文展（文部省美術展覧会）                          |
| 6.                           | 1912年（大正元年）   | 第6回文展         | 文展（文部省美術展覧会）                          |
| 7.                           | 1913年（大正2年）    | 第7回文展         | 文展（文部省美術展覧会）                          |
| 8.                           | 1914年（大正3年）    | 第8回文展         | 文展（文部省美術展覧会）                          |
| 9.                           | 1915年（大正4年）    | 第9回文展         | 文展（文部省美術展覧会）                          |
| 10.                          | 1916年（大正5年）    | 第10回文展        | 文展（文部省美術展覧会）                          |
| 11.                          | 1917年（大正6年）    | 第11回文展        | 文展（文部省美術展覧会）                          |
| 12.                          | 1918年（大正7年）    | 第12回文展        | 文展（文部省美術展覧会）                          |
| 13.                          | 1919年（大正8年）    | 第1回帝展         | 帝展（帝国美術展覧会）                            |
| 14.                          | 1920年（大正9年）    | 第2回帝展         | 帝展（帝国美術展覧会）                            |
| 15.                          | 1921年（大正10年）   | 第3回帝展         | 帝展（帝国美術展覧会）                            |
| 16.                          | 1922年（大正11年）   | 第4回帝展         | 帝展（帝国美術展覧会）                            |
| --                           | 1923年（大正12年）   | 開催なし          | ※関東大震災                                       |
| 17.                          | 1924年（大正13年）   | 第5回帝展         | 帝展（帝国美術展覧会）                            |
| 18.                          | 1925年（大正14年）   | 第6回帝展         | 帝展（帝国美術展覧会）                            |
| 19.                          | 1926年（大正15年）   | 第7回帝展         | 帝展（帝国美術展覧会）                            |
| 20.                          | 1927年（昭和2年）    | 第8回帝展         | 帝展（帝国美術展覧会）                            |
| 21.                          | 1928年（昭和3年）    | 第9回帝展         | 帝展（帝国美術展覧会）                            |
| 22.                          | 1929年（昭和4年）    | 第10回帝展        | 帝展（帝国美術展覧会）                            |
| 23.                          | 1930年（昭和5年）    | 第11回帝展        | 帝展（帝国美術展覧会）                            |
| 24.                          | 1931年（昭和6年）    | 第12回帝展        | 帝展（帝国美術展覧会）                            |
| 25.                          | 1932年（昭和7年）    | 第13回帝展        | 帝展（帝国美術展覧会）                            |
| 26.                          | 1933年（昭和8年）    | 第14回帝展        | 帝展（帝国美術展覧会）                            |
| 27.                          | 1934年（昭和9年）    | 第15回帝展        | 帝展（帝国美術展覧会）                            |
| --                           | 1935年（昭和10年）   | 開催なし          | ※松田改組により中止                               |
| 28.                          | 1936年（昭和11年）春 | 改組第1回帝展     | 帝展（帝国美術展覧会）                            |
| 29.                          | 1936年（昭和11年）秋 | 昭和11年文展      | 文展（文部省美術展覧会）                          |
| 30.                          | 1937年（昭和12年）   | 第1回新文展       | 新文展（新文部省美術展覧会）                      |
| 31.                          | 1938年（昭和13年）   | 第2回新文展       | 新文展（新文部省美術展覧会）                      |
| 32.                          | 1939年（昭和14年）   | 第3回新文展       | 新文展（新文部省美術展覧会）                      |
| 33.                          | 1940年（昭和15年）   | 紀元2600年奉祝展  |                                                   |
| 34.                          | 1941年（昭和16年）   | 第4回新文展       | 新文展（新文部省美術展覧会）                      |
| 35.                          | 1942年（昭和17年）   | 第5回新文展       | 新文展（新文部省美術展覧会）                      |
| 36.                          | 1943年（昭和18年）   | 第6回新文展       | 新文展（新文部省美術展覧会）                      |
| 37.                          | 1944年（昭和19年）   | 戦時特別展        | 新文展（新文部省美術展覧会）                      |
| --                           | 1945年（昭和20年）   | 開催なし          | ※1945年秋を企図したものが準備不足で翌年春にずれた |
| 38.                          | 1946年（昭和21年）春 | 第1回日展         | 日展（日本美術展覧会）                            |
| 39.                          | 1946年（昭和21年）秋 | 第2回日展         | 日展（日本美術展覧会）                            |
| 40.                          | 1947年（昭和22年）   | 第3回日展         | 日展（日本美術展覧会）                            |
| 41.                          | 1948年（昭和23年）   | 第4回日展         | 日展（日本美術展覧会）                            |
| 42.                          | 1949年（昭和24年）   | 第5回日展         | 日展（日本美術展覧会）                            |
| 43.                          | 1950年（昭和25年）   | 第6回日展         | 日展（日本美術展覧会）                            |
| 44.                          | 1951年（昭和26年）   | 第7回日展         | 日展（日本美術展覧会）                            |
| 45.                          | 1952年（昭和27年）   | 第8回日展         | 日展（日本美術展覧会）                            |
| 46.                          | 1953年（昭和28年）   | 第9回日展         | 日展（日本美術展覧会）                            |
| 47.                          | 1954年（昭和29年）   | 第10回日展        | 日展（日本美術展覧会）                            |
| 48.                          | 1955年（昭和30年）   | 第11回日展        | 日展（日本美術展覧会）                            |
| 49.                          | 1956年（昭和31年）   | 第12回日展        | 日展（日本美術展覧会）                            |
| 50.                          | 1957年（昭和32年）   | 第13回日展        | 日展（日本美術展覧会）                            |
| 51.                          | 1958年（昭和33年）   | 第1回日展         | 日展（日本美術展覧会、民営化後）                  |
| 52.                          | 1959年（昭和34年）   | 第2回日展         | 日展（日本美術展覧会、民営化後）                  |
| 53.                          | 1960年（昭和35年）   | 第3回日展         | 日展（日本美術展覧会、民営化後）                  |
| 54.                          | 1961年（昭和36年）   | 第4回日展         | 日展（日本美術展覧会、民営化後）                  |
| 55.                          | 1962年（昭和37年）   | 第5回日展         | 日展（日本美術展覧会、民営化後）                  |
| 56.                          | 1963年（昭和38年）   | 第6回日展         | 日展（日本美術展覧会、民営化後）                  |
| 57.                          | 1964年（昭和39年）   | 第7回日展         | 日展（日本美術展覧会、民営化後）                  |
| 58.                          | 1965年（昭和40年）   | 第8回日展         | 日展（日本美術展覧会、民営化後）                  |
| 59.                          | 1966年（昭和41年）   | 第9回日展         | 日展（日本美術展覧会、民営化後）                  |
| 60.                          | 1967年（昭和42年）   | 第10回日展        | 日展（日本美術展覧会、民営化後）                  |
| 61.                          | 1968年（昭和43年）   | 第11回日展        | 日展（日本美術展覧会、民営化後）                  |
| 62.                          | 1969年（昭和44年）   | 改組第1回日展     | 日展（日本美術展覧会、改組の名は第1回のみ）       |
| 63.                          | 1970年（昭和45年）   | 第2回日展         | 日展（日本美術展覧会、改組の名は第1回のみ）       |
| 64.                          | 1971年（昭和46年）   | 第3回日展         | 日展（日本美術展覧会、改組の名は第1回のみ）       |
| 65.                          | 1972年（昭和47年）   | 第4回日展         | 日展（日本美術展覧会、改組の名は第1回のみ）       |
| 66.                          | 1973年（昭和48年）   | 第5回日展         | 日展（日本美術展覧会、改組の名は第1回のみ）       |
| 67.                          | 1974年（昭和49年）   | 第6回日展         | 日展（日本美術展覧会、改組の名は第1回のみ）       |
| 68.                          | 1975年（昭和50年）   | 第7回日展         | 日展（日本美術展覧会、改組の名は第1回のみ）       |
| 69.                          | 1976年（昭和51年）   | 第8回日展         | 日展（日本美術展覧会、改組の名は第1回のみ）       |
| 70.                          | 1977年（昭和52年）   | 第9回日展         | 日展（日本美術展覧会、改組の名は第1回のみ）       |
| 71.                          | 1978年（昭和53年）   | 第10回日展        | 日展（日本美術展覧会、改組の名は第1回のみ）       |
| 72.                          | 1979年（昭和54年）   | 第11回日展        | 日展（日本美術展覧会、改組の名は第1回のみ）       |
| 73.                          | 1980年（昭和55年）   | 第12回日展        | 日展（日本美術展覧会、改組の名は第1回のみ）       |
| 74.                          | 1981年（昭和56年）   | 第13回日展        | 日展（日本美術展覧会、改組の名は第1回のみ）       |
| 75.                          | 1982年（昭和57年）   | 第14回日展        | 日展（日本美術展覧会、改組の名は第1回のみ）       |
| 76.                          | 1983年（昭和58年）   | 第15回日展        | 日展（日本美術展覧会、改組の名は第1回のみ）       |
| 77.                          | 1984年（昭和59年）   | 第16回日展        | 日展（日本美術展覧会、改組の名は第1回のみ）       |
| 78.                          | 1985年（昭和60年）   | 第17回日展        | 日展（日本美術展覧会、改組の名は第1回のみ）       |
| 79.                          | 1986年（昭和61年）   | 第18回日展        | 日展（日本美術展覧会、改組の名は第1回のみ）       |
| 80.                          | 1987年（昭和62年）   | 第19回日展        | 日展（日本美術展覧会、改組の名は第1回のみ）       |
| 81.                          | 1988年（昭和63年）   | 第20回日展        | 日展（日本美術展覧会、改組の名は第1回のみ）       |
| 82.                          | 1989年（平成元年）   | 第21回日展        | 日展（日本美術展覧会、改組の名は第1回のみ）       |
| 83.                          | 1990年（平成2年）    | 第22回日展        | 日展（日本美術展覧会、改組の名は第1回のみ）       |
| 84.                          | 1991年（平成3年）    | 第23回日展        | 日展（日本美術展覧会、改組の名は第1回のみ）       |
| 85.                          | 1992年（平成4年）    | 第24回日展        | 日展（日本美術展覧会、改組の名は第1回のみ）       |
| 86.                          | 1993年（平成5年）    | 第25回日展        | 日展（日本美術展覧会、改組の名は第1回のみ）       |
| 87.                          | 1994年（平成6年）    | 第26回日展        | 日展（日本美術展覧会、改組の名は第1回のみ）       |
| 88.                          | 1995年（平成7年）    | 第27回日展        | 日展（日本美術展覧会、改組の名は第1回のみ）       |
| 89.                          | 1996年（平成8年）    | 第28回日展        | 日展（日本美術展覧会、改組の名は第1回のみ）       |
| 90.                          | 1997年（平成9年）    | 第29回日展        | 日展（日本美術展覧会、改組の名は第1回のみ）       |
| 91.                          | 1998年（平成10年）   | 第30回日展        | 日展（日本美術展覧会、改組の名は第1回のみ）       |
| 92.                          | 1999年（平成11年）   | 第31回日展        | 日展（日本美術展覧会、改組の名は第1回のみ）       |
| 93.                          | 2000年（平成12年）   | 第32回日展        | 日展（日本美術展覧会、改組の名は第1回のみ）       |
| 94.                          | 2001年（平成13年）   | 第33回日展        | 日展（日本美術展覧会、改組の名は第1回のみ）       |
| 95.                          | 2002年（平成14年）   | 第34回日展        | 日展（日本美術展覧会、改組の名は第1回のみ）       |
| 96.                          | 2003年（平成15年）   | 第35回日展        | 日展（日本美術展覧会、改組の名は第1回のみ）       |
| 97.                          | 2004年（平成16年）   | 第36回日展        | 日展（日本美術展覧会、改組の名は第1回のみ）       |
| 98.                          | 2005年（平成17年）   | 第37回日展        | 日展（日本美術展覧会、改組の名は第1回のみ）       |
| 99.                          | 2006年（平成18年）   | 第38回日展        | 日展（日本美術展覧会、改組の名は第1回のみ）       |
| 100.                         | 2007年（平成19年）   | 第39回日展        | 日展（日本美術展覧会、改組の名は第1回のみ）       |
| 101.                         | 2008年（平成20年）   | 第40回日展        | 日展（日本美術展覧会、改組の名は第1回のみ）       |
| 102.                         | 2009年（平成21年）   | 第41回日展        | 日展（日本美術展覧会、改組の名は第1回のみ）       |
| 103.                         | 2010年（平成22年）   | 第42回日展        | 日展（日本美術展覧会、改組の名は第1回のみ）       |
| 104.                         | 2011年（平成23年）   | 第43回日展        | 日展（日本美術展覧会、改組の名は第1回のみ）       |
| 105.                         | 2012年（平成24年）   | 第44回日展        | 日展（日本美術展覧会、改組の名は第1回のみ）       |
| 106.                         | 2013年（平成25年）   | 第45回日展        | 日展（日本美術展覧会、改組の名は第1回のみ）       |
| 107.                         | 2014年（平成26年）   | 改組 新 第1回日展 | 改組新日展（改組新日本美術展覧会）                |
| 108.                         | 2015年（平成27年）   | 改組 新 第2回日展 | 改組新日展（改組新日本美術展覧会）                |
| 109.                         | 2016年（平成28年）   | 改組 新 第3回日展 | 改組新日展（改組新日本美術展覧会）                |
| 110.                         | 2017年（平成29年）   | 改組 新 第4回日展 | 改組新日展（改組新日本美術展覧会）                |
| 111.                         | 2018年（平成30年）   | 改組 新 第5回日展 | 改組新日展（改組新日本美術展覧会）                |
| 112.                         | 2019年（令和元年）   | 改組 新 第6回日展 | 改組新日展（改組新日本美術展覧会）                |
| 113.                         | 2020年（令和2年）    | 改組 新 第7回日展 | 改組新日展（改組新日本美術展覧会）                |
| 114.                         | 2021年（令和3年）    | 第8回日展         | 改組新日展（改組新日本美術展覧会）                |
| 115.                         | 2022年（令和4年）    | 第9回日展         | 改組新日展（改組新日本美術展覧会）                |
| 116.                         | 2023年（令和5年）    | 第10回日展        | 改組新日展（改組新日本美術展覧会）                |
| 各展覧会名称表記は原文ママ。 |                      |                   |                                                   |